# Bob Marley
Bob Marley (rođen Robert Nesta Marley, St. Ann, Jamajka, 6. veljače 1945. – Miami, SAD, 11. svibnja 1981.), jamajčanski reggae i ska-pjevač i tekstopisac, glazbena i kulturna ikona Jamajke. Uvjereni rastafarijanac koji je ostavio velik utjecaj na reggae-glazbu svojom duhovnošću.

## Životopis
Jedini je reggae-glazbenik koji je postigao status svjetske superzvijezde. Njegov otac Norman Marley bio je bijeli engleski vojnik iz Liverpoola. Odrastao je u sirotinjskom dijelu Kingstona na Jamajci, gdje je otkrio glazbu crne Amerike zahvaljujući američkim radijskim postajama. Nasljeđe ropstva i svijest o afričkoj domovini uvijek se osjećala u njegovoj glazbi, čak i kad je osvojio slušateljstvo Zapada.
Godine 1963. formirana je originalna postava The Wailersa, koju čine Bob Marley, Bunny Livingstone i Peter Tosh. Njihova je prva pjesma (Simmer Down) ujedno i postala hit na Jamajci.
Godine 1966. Haile Sellasie posjetio je Jamajku i tad Bob i ostatak Wailersa prihvaćaju rastafarijansku vjeru. Svojom glazbom nastoje rasprostraniti poruku ljubavi i mira, u rodnoj zemlji Bob postaje prorok, a njegov utjecaj seže i do politike.
Kad je u svibnju 1981. godine Marley umro od raka na nožnom palcu (ozljeda prilikom igranja nogometa), svijet je izgubio zagovornika siromašnih i obespravljenih, kao i jednog od najboljih skladatelja svoje generacije. Bio je prva megazvijezda iz trećega svijeta i učinio je mnogo na oživljavanju oslabljene političke svijesti mladih ljudi, a u nasljeđe je ostavio pjesme koje i danas nadahnjuju glazbenike širom svijeta.
Bio je rastafarijanac, jedan od najvećih zagovornika pan-afrikanizma te je pjevao o dokidanju represije.

## Nagrade
- Orden za zasluge Jamajke, 20. travnja 1981.[2]

## Vanjske poveznice
- Službena stranica
- Bob Marley  Arhivirana inačica izvorne stranice od 11. studenoga 2006. (Wayback Machine) na www.muzika.hr
- Bob Marley  Arhivirana inačica izvorne stranice od 8. studenoga 2006. (Wayback Machine) na www.croreggae.com